# Ghálib Madžádala
Ghálib Madžádala (hebrejsky: ראלב מג'אדלה, Raleb Madž'adala, arabsky: غالب مجادلة, ‎* 5. dubna 1953, Baka al-Garbija) je izraelský politik a poslanec Knesetu za Stranu práce. V letech 2003 až 2009 zastával různé posty v izraelských vládách, a to nejprve ministra bez portfeje v roce 2003 a následně ministra vědy a technologie v letech 2007 až 2009.

## Biografie
Narodil se v obci Baka al-Garbija, kde nadále bydlí. Získal středoškolské vzdělání. Je ženatý, má čtyři děti. Hovoří anglicky a arabsky. Je členem komunity izraelských Arabů.

## Politická dráha
Působil jako tajemník mládežnického hnutí ha-No'ar ha-oved ve-ha-lomed, zasedal ve vedení odborové centrály Histadrut, kde předsedal jeho sportovnímu a vzdělávacímu odboru.
Do Knesetu nastoupil už po volbách roku 2003, ve kterých kandidoval za Stranu práce. Mandát ale získal až jako náhradník od června 2004. Působil pak v parlamentním výboru pro vzdělávání, kulturu a sport, ve výboru petičním a výboru pro práci, sociální věci a zdravotnictví. Předsedal výboru pro vnitřní záležitosti a životní prostředí. Ve volbách roku 2006 mandát obhájil. Pracoval pak jako předseda výboru pro vnitřní záležitosti a životní prostředí, byl členem výboru pro vědu a technologie, výboru pro zahraniční dělníky, výboru pro práci, sociální věci a zdravotnictví a výboru pro jmenování islámských soudců.
Po volbách roku 2009 nastoupil do Knesetu jako náhradník od dubna 2010 za Juli Tamira. Zasedá ve výboru finančním a výboru pro státní kontrolu. Působí jako místopředseda Knesetu. V lednu-březnu 2003 byl členem vlády coby ministr bez portfeje, jako první Izraelec muslimského původu. V letech 2007–2009 pak působil jako ministr vědy a technologie Izraele. Ve volbách v roce 2013 kandidoval v parlamentních volbách za Stranu práce, ale kvůli pro své pořadí na kandidátní listině se do Knesetu nedostal. Nakonec k tomu došlo až v prosinci 2014, kdy získal jako náhradník poslanecký mandát po rezignaci Benjamina Ben Eliezera.